# ماکسی کلبر
ماکسی کلبر (انگلیسی: Maxi Kleber؛ زادهٔ ۲۹ ژانویهٔ ۱۹۹۲) بازیکن بسکتبال اهل آلمان است.
از باشگاه‌هایی که در آن بازی کرده‌است می‌توان به دالاس ماوریکس اشاره کرد.